# Bruskynśke
Bruskynśke (ukr. Брускинське) – wieś na Ukrainie, w obwodzie chersońskim, w rejonie berysławskim. W 2001 liczyła 436 mieszkańców.